# Nasostammarna
Naso- eller Térraba-/Teribestammarna (även Tjër Di) är namnet på ursprungsbefolkningen i Panama och Costa Rica. De lever huvudsakligen i nordvästra Panama i provinsen Bocas del Toro. Det finns ungefär 3 300 personer som tillhör Nasostammarna. Det är en av de få indianska inhemska grupperna som fortsätter att ha en monarki.

## Historia
Naso har traditionellt bebott de bergiga djungelregionerna i västra Bocas del Toro där de fortsätter att identifiera sig med de länder längs floden som blev kända i den spansktalande världen som Teribe eller Tjër Di in Naso. 'Di' betyder 'vatten' och 'Tjër' är deras mytiska "anmoder" av Gud gavs kunskap inom naturmedicin.

## Översikt
Térraba, eller Teribe, är en inhemsk grupp i provinsen Puntarenas i södra Costa Rica med ett rikt kulturarv. Folket har levt på cirka 55,8 kvadratkilometer (9 000 hektar) längs Río Terraba i över 500 år. Floden som på spanska heter Grande de Térraba är den största floden i provinsen Puntarenas, även känd som Diquís, som på Teribefolkets språk betyder stort vatten.
Térraba är ursprungligen ett krigsfolk som har rötter i Chiriquícivilisationen som en gång dominerade Costa Rica. Térraba har ett djupt andligt förhållande till landet och speciellt till vatten. När de spanska conquistadorerna anlände i början av 1500-talet, märkte de att Costa Rica var ett land med få resurser att utnyttja. I jämförelse med andra förkoloniala civilisationer fanns det få invånare att använda för arbete.
Spanjorerna tog med sig katolicism och smittkoppor till landet, och många stammar kunde inte överleva detta. Trots det spanska inflytandet kan Térraba spåra sin historia tillbaka till specifika händelser redan på 1600-talet. Térraba lyckades behålla sina traditioner, kultur och språk trots den spanska ockupationen och det katolska inflytandet. De har talat in en omfattande  historia, så den kan bevaras för kommande generationer.

## Språk
Det traditionella språket, Teribe, talas bara av en handfull människor. Gruppen Teribe of Panama, som delar sin kultur och historia med Térraba, stöder dock kampen för att fler ska lära sig språket. Delen av Nasostammarna som bor i Panama har helt kunnat behålla modersmålet och har hjälpt den mindre gruppen som bor i Costa Rica, genom att skicka dit en professor som lär ut språket.

## Tidslinje[3]
- 1610 - Térraba deltog med de inhemska grupperna Ateos, Viceitas och Cabecares i upproret som förstörde Santiago of Salamanca. Spanjorerna skrev då om Isla del Coco: "Allí se Hallaron Ciertos idolos Labrados de Piedra", översatt till: "vissa avgudar hittades där (på Cocos Island), karvade i sten."[4] Detta indikerar besök av stammar före (eller i början av) kolonialtiden. Thor Heyerdahls arkeologiska fynd bekräftar att Galapagosöarna, på ungefär samma avstånd från kontinenten, hade liknande besök av sydamerikanska indianer. Det är möjligt att Nasostammarnas tillfälliga hemland eller bas var på Galapagosöarna under de årtiondena.[5] Det finns inga detaljerade uppgifter om Térraba före år 1697, då de var mellan 500 och 2000 personer till antalet. Deras män beskrivs som nakna och skiljer sig markant från andra stammar i Costa Rica, då de är kända som flitiga arbetare. Så tidigt som 1680 nämns det i spanska dokumentationer att deras dödsfiender var Changuenes, som då levde i västra Costa Rica. Åren 1708–1709 bodde Térrabas vid kusten vid floden Diquis, senare kallad Grande de Térraba. Under denna tiden blev många kristna.[6]
- 1710 - Missionsresor ledda av Fray Pablo de Rebullida och den spanska militären flyttade en del av befolkningen i Térraba till den sydvästra delen av Costa Rica, nära Boruca och Térraba. Staden San Francisco de Térraba grundades 1689. Dess namn förkortades senare till endast Térraba.
- 1761 - Indianer från norr attackerade San Francisco de Térraba, brände den och dödade männen och tillfångatog kvinnorna, dagen efter en attack på Cabagra, en annan lokal inhemsk grupp. Efter massakern var Térrabas befolkning endast 300 personer.
- 1845–1848 - Efter att en kyrka bränts ner bestämde de katolska prästerna att en minskning av territoriet skulle bevara och skydda befolkningen. I flera år kom Paulinska präster för att ta över Térraba-samhället, men tog samtidigt med sig smittkoppor, som avsevärt minskade befolkningen.
- 1956–1977 - Lagar för att upprätta och skydda de inhemska territorierna gav Térraba den oföränderliga rätten till sitt traditionella land, användningen av sina resurser och viss självstyrande självständighet.
- 1970–talet - Costa Rica började att främja röjning av skogar för att omvandla dem till jordbruks- och betesmark. Mycket av Térrabas skogar gick förlorad.
- 1982 - Térraba förlorade rätten att äga mineralerna under jorden i sitt eget land, enligt en ny gruvlag.
- 1999 - Costa Rica erkände inhemska språk i sin konstitution.
- 2002 - Samhällen bestående av ursprungsbefolkning började protestera mot Diquís Hydroelectric Project, som då kallades Boruca Hydroelectric Project.
- 2004 - Titeln på territoriet ändrades och reducerades utan att man frågade Térraba. Territoriet delades även in i block.
- 2007 - Diquís projektarbetare flyttades till regionen och började arbeta utan att konsultera Térrabafolket.
- 2009 - Den 6 oktober marscherade mer än 150 Térraba och andra folk längs "Inter-American Highway" för att kräva respekt för sin rätt att delta i beslut som berör deras land. De marscherade hela vägen till staden Buenos Aires, mer än 13 kilometer från Térrabas territorium. Anställda på det Costaricanska elektricitetsinstitutet (Instituto Costaricense de Electricidad - ICE) filmade och skrek på dem i Buenos Aires, vilket ledde till en konfrontation som krävde att polis fick tillkallas.
- 2011 - ICE tog tillbaka all sin utrustning och avslutade arbetet i Térraba.

## Ekonomi
Nasostammarna, som nu bor i provinsen Bocas del Toro i Panama, är för det mesta mycket fattiga bönder som försörjer sig genom försäljning av jordbruksprodukter (kakao, apelsiner), djur (grisar, kycklingar, ankor), timmer (cordia alliodora, cedrela odorata) och hantverk som de transporterar till den relativt närliggande staden Changuinola, som har en befolkning på 30 000 personer. Medan Nasostammarna isoleras geografiskt och har få besökare i sina samhällen, är de flesta tvåspråkiga (teribe och spanska), bär västkläder och en del har konverterat till evangeliska protestantiska religioner. Costa Rica har lyckats med att få ekonomiskt stöd från FN, för att bygga turismanläggningar, inklusive vandrarhem/stuguthyrning med VVS och förbättring av vägar.

## Land
Den stora vetenskapliga, hydroelektriska och ekoturismpotentialen i Nasostammarnas förfäders territorium har väckt stort internationellt och nationellt intresse. Från och med 1980-talet överförde Panamas regering stora delar av regionen till sitt eget skyddssystem, Palo Seco National Forest (BBPS) och La Amistad International Park (PILA). År 2005 föreslogs tre stora bevarande- och utvecklingsprojekt, samt en betydande omorganisation av lokala markanvändningsverksamheter. Dessa innefattade en ny lag för att erkänna Nasostammarnas territoriella rättigheter och jurisdiktion i Panamanian National Assembly, ett världsbanksfinansierat projekt som främjar en hållbar utveckling i inhemska samhällen och skyddade områden, samt ett vattenkraftprojekt sponsrat av ett colombianskt företag (Empresas Públicas de Medellín).
I Costa Rica är Térrabas mark hotad av projektet kring Diquís Dam, som skulle översvämma 10 procent av landet, inklusive viktiga heliga platser, och som skulle tvinga cirka 600 invånare att flytta.

## Politik
Nasostammarna styrs av en kung. Den traditionella successionsordningen är från kungen till dennes bror, och sedan till den tidigare kungens äldste son. Sedan 1980-talet är successionsordningen baserad på röster från den vuxna befolkningen. När det finns ett missnöje i samhället med den befintliga kungen (eller ibland drottningen, till exempel drottning Rufina), kan en annan medlem av kungafamiljen välja att stå för en allmän omröstning för att se om de kan ersätta kungen. 2004 blev kung Tito avsatt efter att han godkänt ett vattenkraftverk på floden Bonyic som går genom Nasoterritoriet. Han blev avsatt i ett uppror i huvudstaden - Siey Llik - och tvingades till exil. Hans farbror anses efter det som konung av Naso av majoriteten av stammen, även om detta ännu inte erkänts av Panamas regering.

### Lista över regenter
- Bass Lee Santana
- Santiago Santana
- Santiago Santana (son)
- Chalee Santana
- Francisco Santana
- Lázaro Santana - (? –1973)
- Simeón Santana - (1973–1979)
- Manuel Aguilar  - (1979–25 april 1982)
- Rufina Santana - (25 april 1982–30 juli 1988)
- César Santana - (30 juli 1988–31 maj 1998)
- Tito Santana - (31 maj 1998– )
  - Valentín Santana - (30 maj 2004– )

## Kultur
Térraba beskriver sig själva som en matriarkal gemenskap. De är stolta över sitt rika jordbruk och sitt oberoende.
De flesta invånarna i Panama talar sitt modersmål, även om majoriteten även kan spanska. En väldigt liten del av Nasostammarna följer romersk katolicism. Sjundedagsadventisterna är mycket viktiga. 
Den traditionella guden är Sbö, som är högsta gud och skapare. De flesta Naso bor i upphöjda trähus med halmtak eller tak av plåt.
I Costa Rica finns det få personer som talar modersmål, mestadels äldre. Från och med 2012 har delen av Nasostammarna som bor i Costa Rica anställt en lärare från Panama för att återinföra språket i skolorna.